# Бойден, Эдвард
Эдвард Бойден (англ. Edward S. Boyden; род. 18 августа 1979) — американский учёный. Труды в основном посвящены нейробиологии, биоинженерии. Известен как один из авторов методики исследования работы нервных клеток «Оптогенетика». Член Американской академии искусств и наук (2017) и НАН США (2019). Занимается разработками и преподаванием в Массачусетском технологическом институте.

## Награды и отличия
- 2011 — Нейронаучная премия Перла−UNC[англ.]
- 2011 — IET A F Harvey Prize[англ.]
- 2013 — Brain Prize
- 2013 — Gabbay Award[англ.]
- 2015 — BBVA Foundation Frontiers of Knowledge Award
- 2016 — Премия за прорыв в области медицины
- 2018 — Международная премия Гайрднера[3]
- 2019 — Премия Румфорда Американской академии искусств и наук
- 2019 — Warren Alpert Foundation Prize[нем.]
- Медаль Круна (2020)
- 2020 — Медаль Вильгельма Экснера